# 固滿德
固滿德工業股份有限公司為臺灣南投縣集集鎮的輪胎製造商，成立於1981年2月25日，主要產品為腳踏車、機車、卡丁車、農耕機、割草機、高爾夫球車、手推車輪胎等，另外也生產堆高機實心胎。

## 公司沿革
該公司於1981年2月由林元褎、郭建良、李周金鳳等人共同投資創設，同年6月起開始量產機車內、外胎。後來拓展產品線，生產堆高機實心胎，並且替三陽工業公司代工生產機車胎。
2010年10月該公司透過公開甄選的方式，更換CI企業識別標誌系統；同年11月，該公司成功量產競速用熱融機車胎。2012年該公司購入西南側之土地，擴充廠房面積。

## 外部連結
- 固滿德官方網站（页面存档备份，存于）